# Lycium barbarum
Lycium barbarum também catalogado como Lycium chinense (em chinês tradicional: 寧夏枸杞; pela pinyin: gǒuqǐ Níngxià), é uma espécie de planta Fanerógama macrofanerofita da família Solanaceae, originária da China, tendo sido introduzida e largamente cultivada na Europa.
Foi primeiramente descrita por Linneu em seu livro Species Plantarum de 1753.

## Características
É um arbusto de cerrado que atinge entre 2 e 3 metros de altura e entre 2 e 3 metros e meio de espessura. Possui galhos espinhosos e folhas longas, inteiriças e um pouco ásperas. Suas flores, que podem ser de cor rosa ou violeta, tem um cálice acompanhado por uma corola com cinco lóbulos. Seu fruto é uma baga ovóide e carnosa e cor vermelha ou alaranjada
A planta em si e suas bagas são popularmente conhecidas como Goji, Goji berries ou cerejas de Goji.

## Variedades

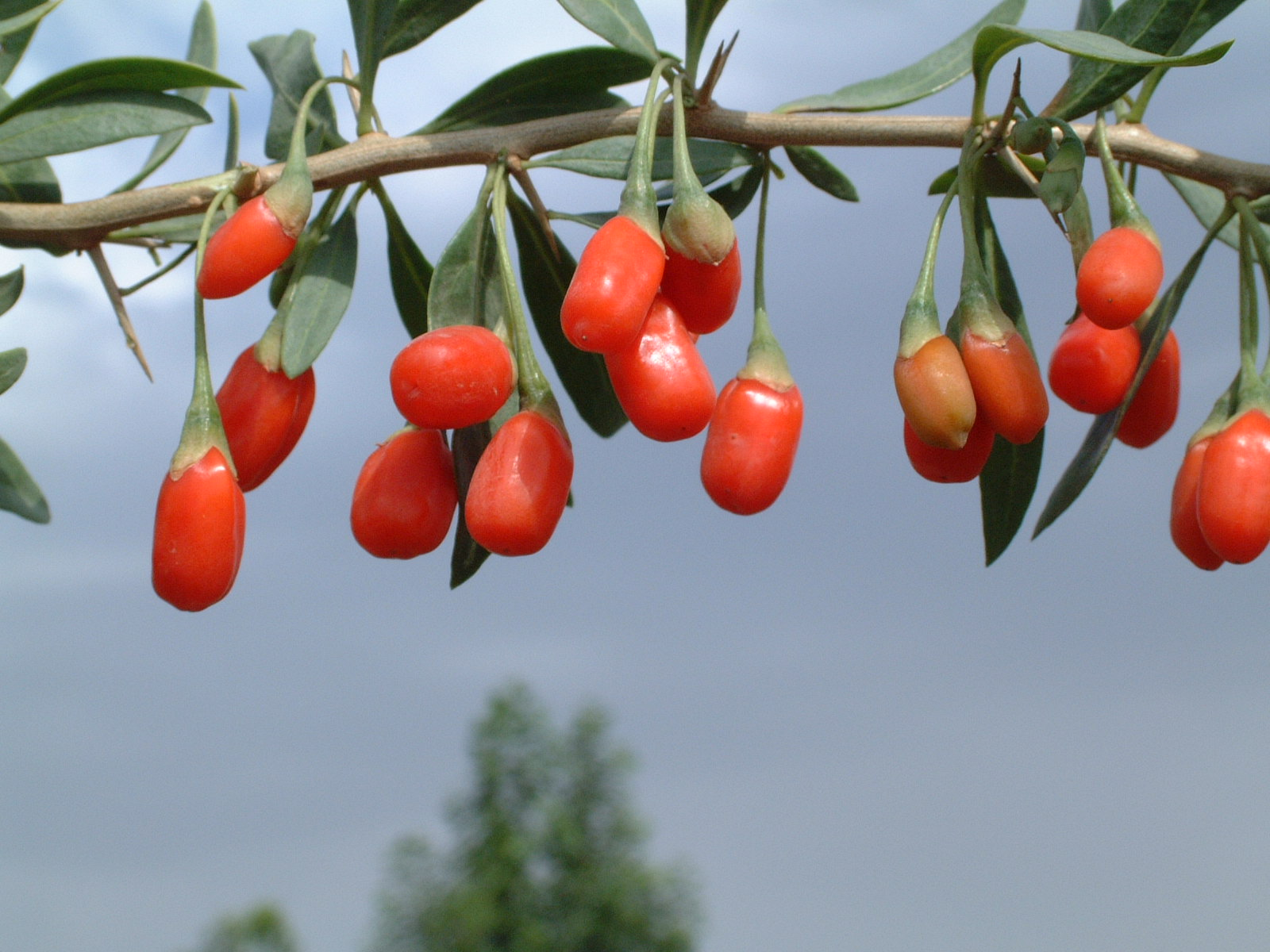
Bagas maduras de goji na província de Zhongning, Ningxia, China.

Tem uma longa tradição de uso na medicina oriental das ervas. Em vários estudos científicos realizados sobre a planta atualmente, foram encontradas mais de 41 espécies diferentes de goji , havendo algumas espécies mais produtivas do que outras . Uma das variedades mais populares pela qualidade de frutos que produz é a variedade Ningxian, cujas bagas são frequentemente vendidas secas.

## Cultivo
É comercialmente cultivada principalmente no norte da China, principalmente na região de Ningxia, ao longo das planícies férteis do Rio Amarelo. Quando frutos maduros são muito delicados, a colheita deve ser feita com muito cuidado, manualmente por "ordenha", ou ramos "varrendo" os ramos. As bagas frescas são comercializadas especialmente secas, o processo de secagem é realizado ao sol ou, mais recentemente, por secagem mecânica.
A China é responsável por quase metade da produção mundial; não havendo cultivo nem no Tibete nem no Himalaia.
No sudeste da Espanha (nas províncias de Almería, Murcia e Alicante) crescem duas espécies do gênero Lycium:  Lycium europaeum  L. e  Lycium intricatum , que são conhecidas popularmente como Cambrón. Ela é usada como limite de terras e como proteção, devido aos seus espinhos afiados e ramos emaranhados.

## Composição
Entre suas substancias nutritivas, destacam se: [carece de fontes?]
- 18 aminoácidos, incluindo os 8 aminoácidos essenciais (13 % de seu peso).
- Minerais. Rico em cálcio (Ca), fósforo (P) e potássio (K).
- 21 oligoelementos (além dos citados Ca, P y K). Contém magnésio, zinco, ferro, cobre, níquel, cromo, manganês, cobalto, selênio, cádmio e germânio.
- Contém antioxidantes carotenoides (betacarotenos, ceaxantinas, etc).
- Vitaminas A, B1, B2, B6 , C e E.
- Também contém Beta-sitosterol, substância similar ao colesterol, utilizada para aliviar os sintomas decorrentes da hiperplasia benigna da próstata, porém a elevação de seus níveis no sangue pode indicar sitosterolemia.
- Ácidos graxos essenciais Ômega 3 e Ômega 6.
- Em media, em sua composição contém:
  - 8% de fibra alimentar
  - 20% de carboidratos.
  - 13% de proteínas.
- Sesquiterpenos, que atuam como antibióticos para as plantas e como inibidores de  apetite para os animais.

## Propriedades
Tem sido atribuídas várias propriedades medicinais às bagas de goji, entretanto, vários artigos científicos tem contestado o aval cientifico dessas supostas propriedades.